# Socha svatého Jana Nepomuckého na Karlově mostě
Socha Jana Nepomuckého na Karlově mostě je nábožensky nejvýznamnější a první z řady soch svatých na Karlově mostě v Praze 1, která se stala jedním z hlavních ohnisek kultu Jana Nepomuckého a vzorem pro jeho vyobrazení. Sochu vytvořil ve dřevě mladý Jan Brokoff podle sošky vídeňského malíře a sochaře Matyáše Rauchmüllera, bronzový odlitek umístěný roku 1683 na most byl zhotoven v Norimberku.

## Zhotovení sochy
Socha Jana Nepomuckého, dřevěná, asi stála na mostě už v roce 1657. Připomínala shození Jana z mostu do Vltavy. I když jistý kult okolo jeho osoby se od pradávna udržoval v pražské katedrále, kde byl ještě v době Václava IV. pohřben, teprve právě v 17. století, v době pobělohorské začíná být uctíván jako svatý. Dnešní socha byla na mostě postavena téměř půlstoletí před jeho oficiálním svatořečením v roce 1729.

### Hliněná skica
Pražský šlechtic, vysoký úředník a diplomat Matyáš Wunschwitz (1632–1695) údajně již v roce 1646 měl na místě shození Nepomuckého z mostu do Vltavy vidění svatého kříže. Svou úctu k mučedníku zhmotnil roku 1681, kdy si dal od vídeňského sochaře Matyáše Rauchmüllera (1645–1686), který předtím působil v dolním Slezsku, zhotovit malou terakotovou sošku Jana Nepomuckého. Umístil ji do kaple svého sídla v Ronšperku (dnešní Poběžovice) na Domažlicku, které v té době přestavoval z gotického vodního hradu na zámek. Sošku dal Matyášův syn, významný genealog Gottfried Daniel Wunschwitz, zasadit do stříbrného oltáříku a stala se předmětem rodinného kultu. V současnosti se 41 cm vysoká plastika nachází v Národní galerii.

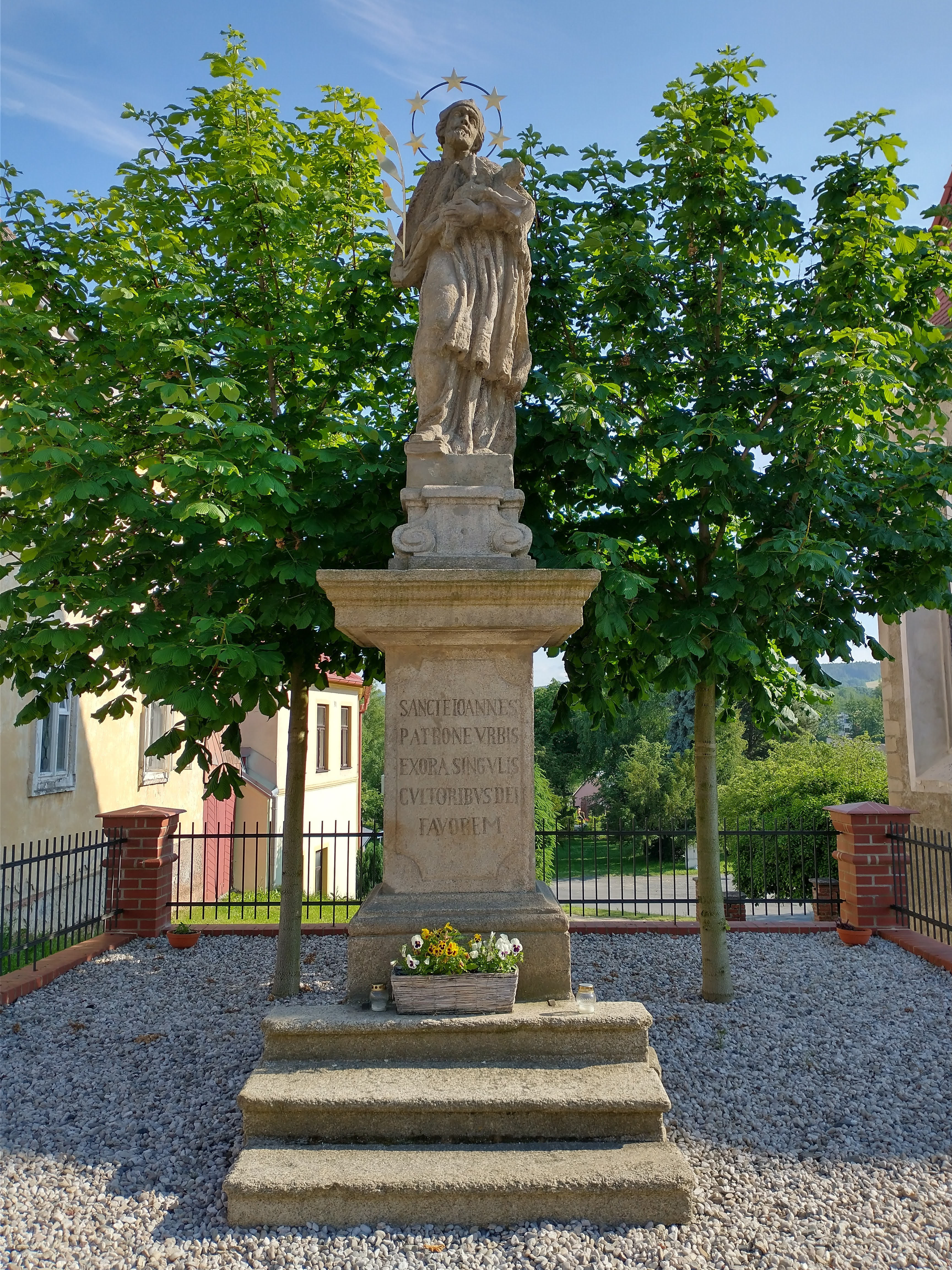
Starší Brokoffova socha v Poběžovicích

### Dřevěný model

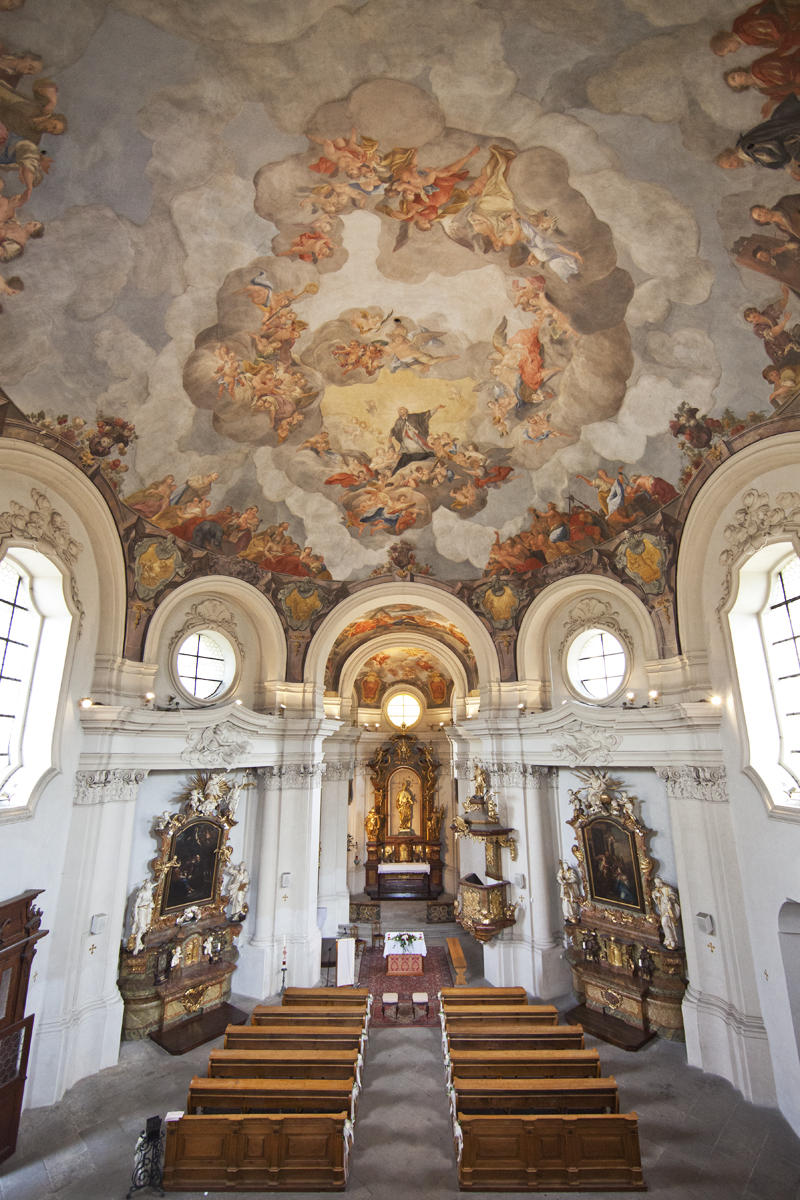
Interiér kostela sv. Jana na Skalce, pozlacená pův. socha na oltáři.

Tehdy ještě neznámý devětadvacetiletý sochař Jan Brokoff se v Čechách poprvé objevuje na Ronšperku v onom roce 1681. Wunschwitz mu tam zadal, aby podle Rauchmüllerova bozzetta (sochařské skici) vytvořil dřevěnou sochu, kterou bude možné použít pro výrobu bronzového odlitku. Brokoff ji na Ronšperku následujícího roku zhotovil. Dřevěná socha byla uložena v kapli pražského Wunschwitzského paláce na Koňském trhu (palác byl v roce 1912 zbourán a nahrazen novostavbou Melantrichu). Sochu chodily uctívat davy věřících, až kvůli tomu kapli přišla roku 1730 zkontrolovat církevní komise. Věřící však chodili až do zrušení kaple roku 1819, kdy socha přesunuta (z obavy před lidovými nepokoji v noci a s ozbrojeným doprovodem) do kostela sv. Jana Nepomuckého na Skalce. Tam byla dřevěná pozlacená socha umístěna na hlavní oltář do zvláště pro ni upravené niky.

### Kamenná socha v Poběžovicích
Ještě před vznikem pražské sochy světce vytvořil v roce 1682 Jan Brokoff kamennou sochu sv. Jana Nepomuckého pro město Poběžovice. Tato socha sv. Jana Nepomuckého stojí uprostřed městské památkové zóny na poběžovickém náměstí Míru mezi presbytářem kostela Nanebevzetí Panny Marie a památkově chráněnou barokní farou (čp. 54). Socha světce je zhotovená v životní velikosti z pískovce a žuly a je umístěná na přibližně dva  metry vysokém soklu.

### Bronzová socha
Protože v Praze tehdy nebyla vhodná litecká dílna, poslal začátkem roku 1683 Wunschwitz Brokoffovu sochu do Norimberku, aby tam podle ní odlil Volf Jeroným Herold sochu v bronzu. V červenci byla hotová socha odeslána do Prahy a 31. srpna 1683 osazena na mostě. Došlo k tomu k domnělému třísetletému výročí Janovy smrti, i když až po datu jeho pozdějšího svátku 16. května, které se objevuje od roku 1668.

## Popis

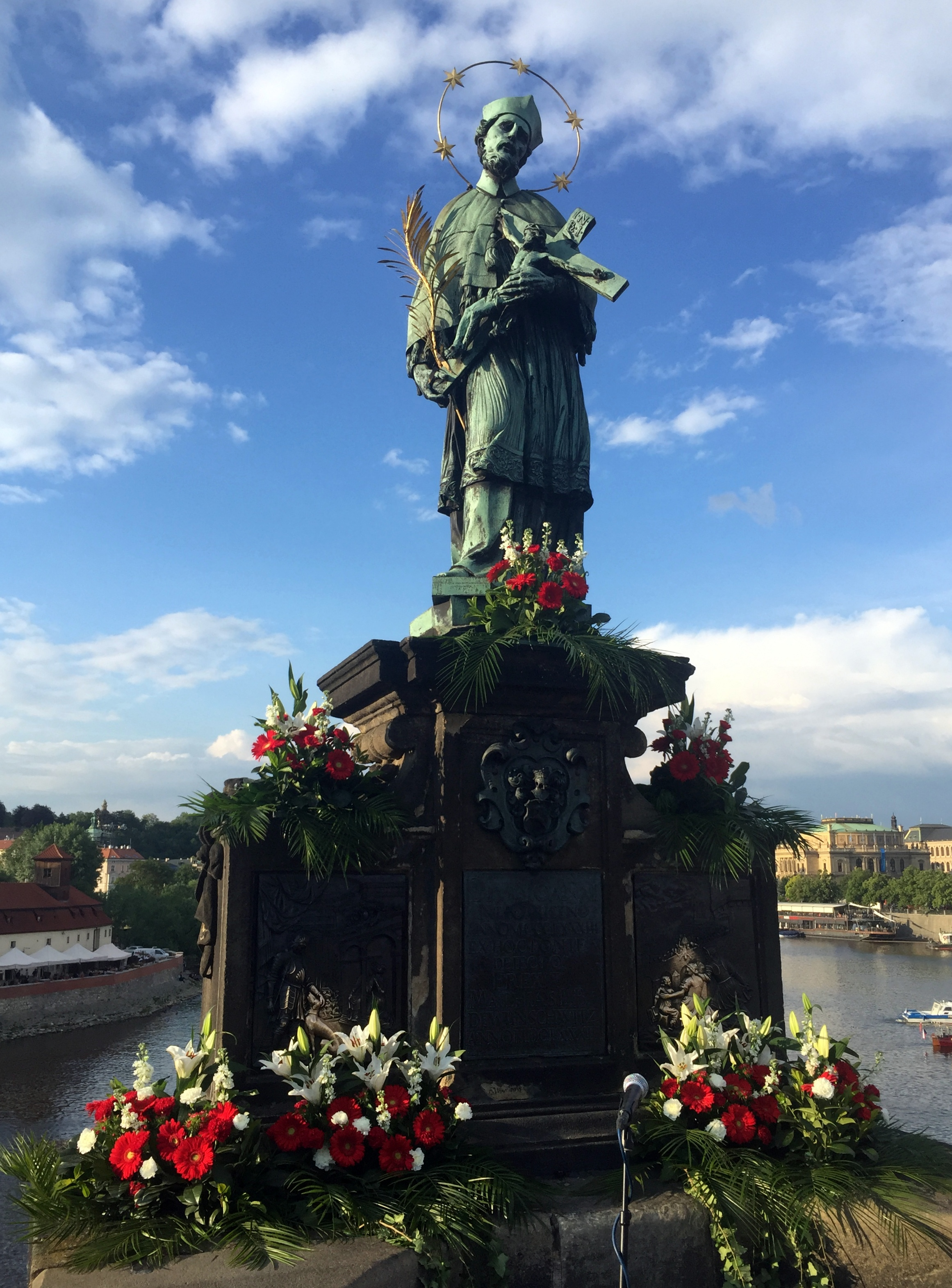
Ozdobená socha sv. Jana Nepomuckého na Svatojánských slavnostech Navalis 2018.

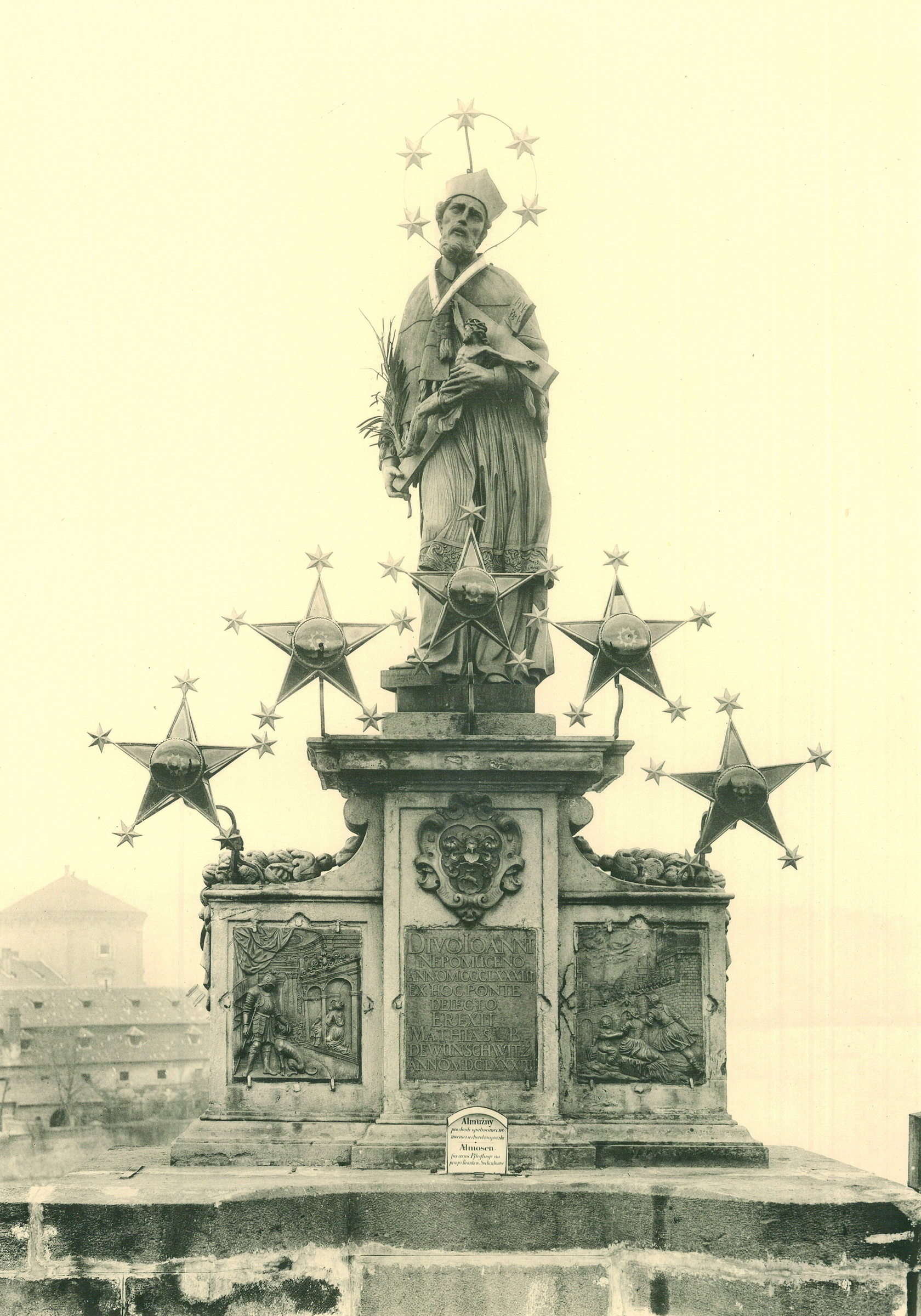
Socha začátkem 20. století s pěticí rubínových světel ve tvaru hvězdy.

Socha zobrazuje světce v kanovnickém chórovém oděvu, spodní kleriku překrývá rocheta sahající ke kolenům, přes ramena je přehozena almuce, na hlavě je nasazen biret. V rukou světec drží palmu mučednictví a krucifix, symbol následování Ukřižovaného. Kolem hlavy je pět hvězd, snad odkaz na úctu k Panně Marii a na Pět ran Kristových. Mírná, vousatá tvář je s jemně trpitelským výrazem obrácena k nebesům.
Pískovcový sokl nese vpředu znak a věnovací nápis donátora, po stranách (kopie) reliéfy Václava IV. s loveckým psem přihlížejícího zpovědi královny a svržení Jana z mostu do Vltavy.

## Uctívání sochy
Socha na mostě byla předmětem mimořádné zbožnosti a jedním z center svatojánského kultu. Ještě na konci 19. století popisuje František Ekert, že každou středu večer se zapalovala pětice lamp před sochou a týden před svátkem se kolem sochy postavila dřevěná kaple vyzdobená obrazy, světly a květinami a stříška s malými varhany a až do svátku se každý večer sloužila česká a německá pobožnost, hrálo a zpívalo.
Od roku 2009 je socha slavnostně zdobena na Svatojánských slavnostech Navalis, které se konaly vždy 15. května v předvečer svátku tohoto světce na tzv. vigilii, již od roku 1715. Procesí z katedrály se zastavuje na Karlově mostě u sochy sv. Jana, kde je za přítomnosti pražského arcibiskupa vykonána pobožnost.

## Křížek

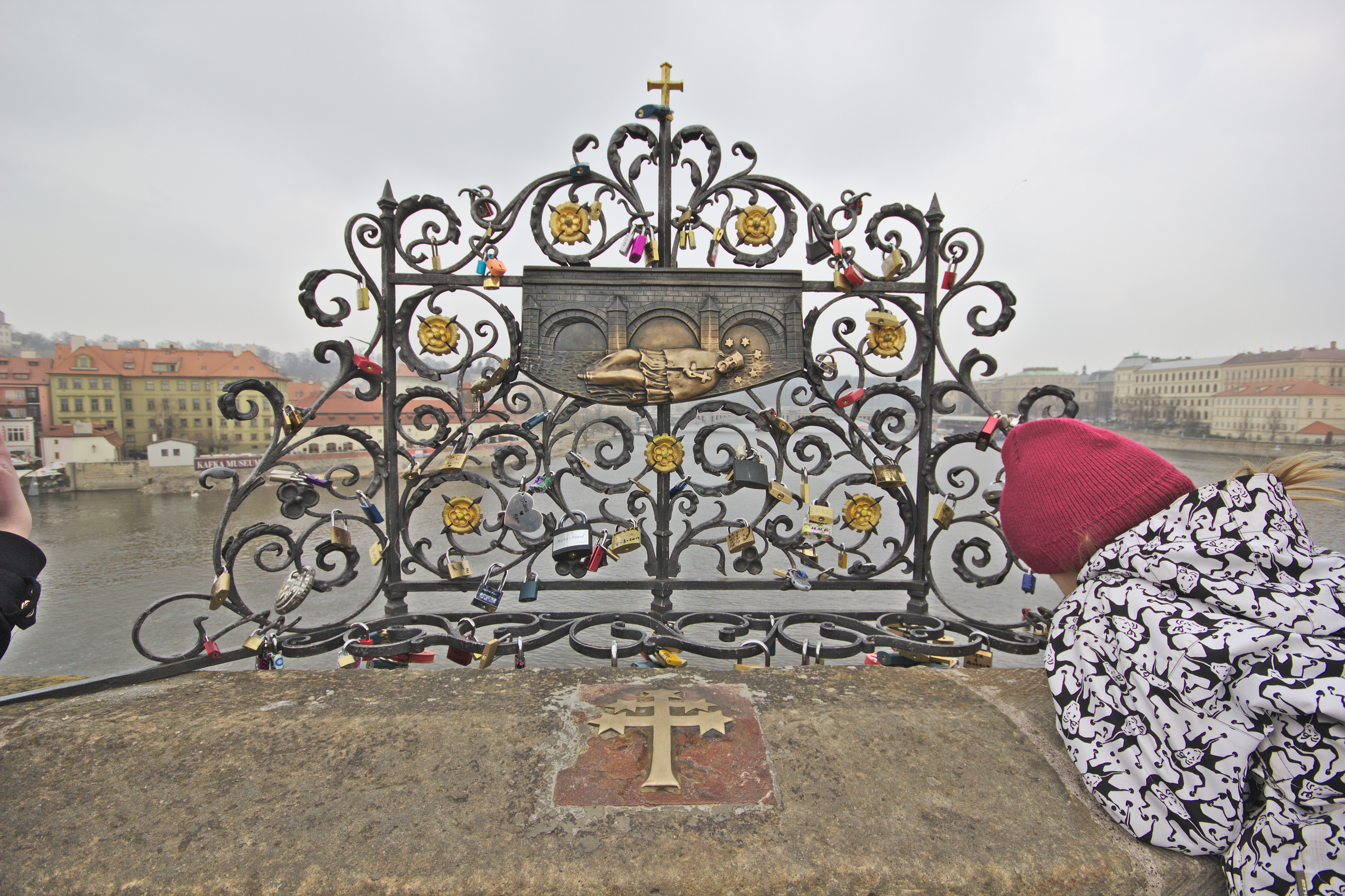
Křížek a mřížka s reliéfem

Kromě sochy připomíná Jana Nepomuckého na Karlově mostě ještě křížek na jeho zábradlí, umístěný na údajném místě svržení Jana do Vltavy. Nachází se blíže Starému Městu, mezi sousedním sousoším sv. Norberta a sochou sv. Jana Křtitele. Jedná se o bronzový dvojramenný kříž, jehož ramena zakončuje pětice hvězd. Křížek je vsazen do mramorové destičky, pod kterou jsou v zábradlí uloženy ostatky z těla světce. Křížek doplňuje ozdobná kovaná mřížka s reliéfem světce na hladině řeky u mostu. Původní mřížka z počátku 18. století byla poškozena povodní 1890, později upravována a při opravě mostu v 70. letech 20. století odstraněna. Po náhodném nálezu ztraceného reliéfu byla dle původní mřížky vytvořena nová a v roce 2009 znovu osazena na most.